# 斯瓦塔瓦河
50°11′00″N 12°38′25″E / 50.1833°N 12.6404°E
斯瓦塔瓦河是歐洲的河流，流經德國薩克森州和捷克，屬於奧赫熱河的左支流，河道全長41公里，流域面積295平方公里，發源自舍內克以南，河口處在索科洛夫。